# München Klinik Neuperlach
Die München Klinik Neuperlach (ehemals Klinikum Neuperlach) ist ein Krankenhaus der Maximalversorgung (III. Versorgungsstufe) der München Klinik gGmbH im Münchener Stadtteil Neuperlach und akademisches Lehrkrankenhaus der Ludwig-Maximilians-Universität München.

## Geschichte

### Die 1960er Jahre
Als feststand, dass München Austragungsort für die Olympischen Sommerspiele 1972 wird, begann ein Bauboom in München. Dabei entstand mit Neuperlach auch ein neues Stadtviertel. Das machte die Stadt auch für die Bevölkerung attraktiver und zwischen 1965 und 1971 wuchs die Münchner Bevölkerungszahl um 125.000 Einwohner. Da die vorhandenen Klinikbetten nun nicht mehr ausreichten, sollte ein neues Krankenhaus entstehen – die Standortwahl fiel auf den neuen Stadtteil Neuperlach.
Im Jahr 1969 begannen die Bauarbeiten – damit betrug der Zeitplan bis zum Beginn der Sommerspiele nur drei Jahre. Geplant wurde ein Krankenhausbau mit 684 Betten, der mit wenigen Betten pro Zimmer (Ein-, Zwei- und Dreibettzimmer) eine familiäre Atmosphäre schaffen sollte. Gebaut wurde in die Länge statt in die Höhe, da zum damaligen Zeitpunkt der benachbarte Flughafen Riem noch in Betrieb war und der Bau somit eine Höhe von 30 Metern nicht übersteigen durfte. Die Planungen sahen die Verteilung der Krankenzimmer auf drei Gebäudearme vor, die nach Osten, Westen und Süden ausgerichtet und von dem mittigen Zentraltrakt schnell zu erreichen sind. Nach Norden schließt sich in einem breitflächigen Bauteil ein Behandlungstrakt an.
Am 12. September 1972 wurde die Klinik als Krankenhaus München-Neuperlach in Betrieb genommen. Die offizielle Eröffnung fand am 6. Dezember 1972 durch den damaligen Oberbürgermeister Georg Kronawitter statt. Zu diesem Zeitpunkt standen 350 Betten sowie ein Operationssaal für chirurgische Nothilfe in der Klinik zur Verfügung.

### Die 1970er Jahre
Mit dem neuen Krankenhaus kamen in München nur 100 Einwohner auf ein Krankenbett – eine solche Versorgungsdichte war in Deutschland zu diesem Zeitpunkt einzigartig. Trotzdem begann die Stadt München nun schon mit dem weiteren Ausbau. Im Jahr 1975 wurde ein neues Nachsorgegebäude mit 190 Betten eröffnet, im Jahr 1978 kam noch ein weiteres Bettenhaus hinzu. Seit 1993 sind in diesem Haus die Gefäßchirurgie sowie die Geriatrie (Altersmedizin) angesiedelt. Bereits damals begann das Klinikum mit der Setzung von medizinischen Schwerpunkten und war zum damaligen Zeitpunkt in drei Zentren gegliedert: Das konservative Zentrum umfasste die Innere Medizin und die Onkologie. Das operative Zentrum die Fachrichtungen Chirurgie, Physikalische Therapie, Gefäßchirurgie, Gynäkologie und Anästhesie. Im biologisch-technischen Zentrum waren die Fachrichtungen Röntgen- und Isotopendiagnostik, Klinische Chemie, Immunologie und Pathologie angesiedelt.

### Die 1990er Jahre
Im Jahr 1991 wurde im Klinikum Neuperlach ein neuer Arbeitskreis Umweltschutz gegründet. Ein neu eingeführtes Abfallwirtschaftskonzept führte zwischen 1995 und 2000 zu einer Abfallsenkung um 13 Prozent, wofür die Klinik im Jahr 2000 auch von der Stadt mit dem Münchner Umweltpreis ausgezeichnet wurde. Mit der Gründung einer neuen gastroenterologisch-viszeralchirurgischen Station im Jahr 1994 wurde die erste interdisziplinäre Abteilung des Neuperlacher Krankenhauses geschaffen. Außerdem entstand im Jahr 1993 in Neuperlach das Zentrum für Akutgeriatrie und Frührehabilitation (kurz ZAGF), das sich fachübergreifend für die altersgerechte Versorgung der wachsenden älteren Bevölkerungsgruppe einsetzt. Auch heute noch ist hier der altersmedizinische Schwerpunkt des städtischen Klinikverbunds im Rahmen der Daseinsvorsorge angesiedelt. Bis 1993 wurde das Klinikum als Regiebetrieb der Landeshauptstadt München geführt. Dann wurde es in einen Eigenbetrieb umgewandelt und ging 2005 im Städtischen Klinikum München auf. Mit der Umstellung des städtischen Klinikverbunds auf ein neues Erscheinungsbild am 16. Oktober 2018 änderte sich auch der Name des Klinikums Neuperlach in München Klinik Neuperlach.

### Nach 2000
Im Jahr 2005 ging das Neuperlacher Krankenhaus in den neu gegründeten städtischen Klinikverbund, die Städtisches Klinikum München GmbH, über. Im Rahmen der Neuausrichtung der städtischen Kliniken wird an allen Standorten gebaut, saniert und investiert. Die München Klinik Neuperlach ist seit 2017 das erste komplett sanierte Haus des Verbunds. Ab 2019 soll hier ein neues Zentrallabor entstehen, in dem sich die komplette Diagnostik aller Häuser der München Klinik zentral vereint. Ein Schwerpunkt der Klinik liegt heute auf dem Darmkrebszentrum, das eines der größten der Bundesrepublik ist und aus der ersten interdisziplinären Abteilung in diesem Bereich entstanden ist. In Neuperlach ist außerdem eine der drei städtischen Geburtskliniken angesiedelt. Im Jahr 2018 kamen hier 1353 Babys zur Welt. Perspektivisch soll die Geburtenabteilung in den Standort der München Klinik Harlaching integriert werden, da in Harlaching auch ein Zentrum für Frühgeborenenmedizin angesiedelt ist. Im November 2018 hat der Stadtrat der Geburtenabteilung in Neuperlach aber zunächst eine Verlängerung erteilt. Statt bis 2022, wird die Geburtsstation nun mindestens bis 2024 in Neuperlach erhalten bleiben. Eine neue Analyse der Kreißsaal-Situation in München soll dann zeigen, ob die Verlegungspläne nach Harlaching weiter umgesetzt werden sollen oder die Geburtsstation am aktuellen Standort verbleibt.

## Zahlen, Daten, Fakten

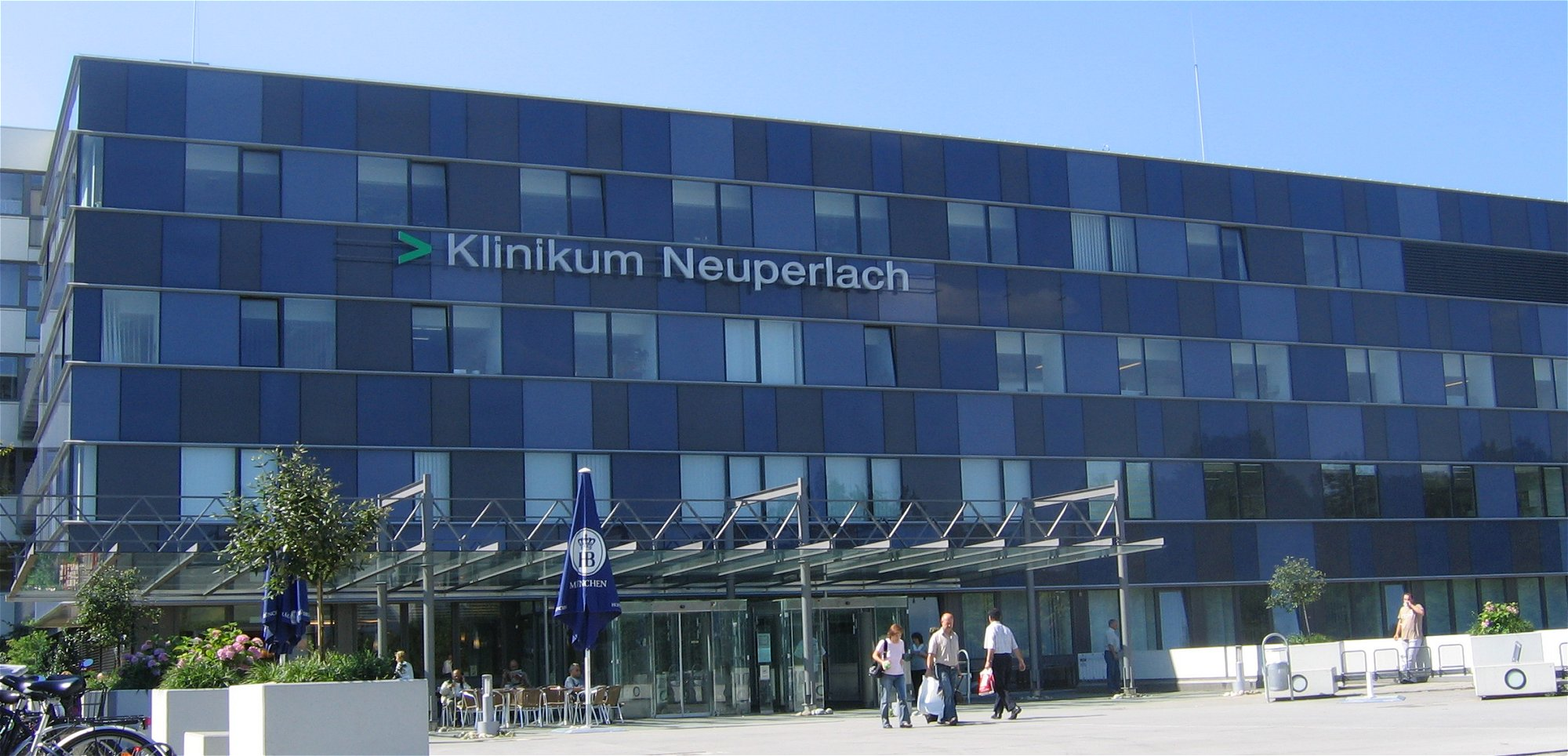
Klinikum Neuperlach

- ca. 55.000 stationäre und ambulante Patienten pro Jahr
- ca. 103 Millionen Euro Umsatz im Jahr 2006

## Abteilungen
- Frauenklinik
- Medizinische Fachdisziplinen: Gastroenterologie/Hepatologie, Kardiologie/Pulmonologie und Internistische Intensivmedizin, Endokrinologie/Diabetologie/Stoffwechsel, Hämatologie/Onkologie, Zentrum für Akutgeriatrie und Frührehabilitation
- Chirurgische Fachdisziplinen: Allgemein- und Visceralchirurgie/Anal- und Rektumchirurgie, Unfallchirurgie, Orthopädie und Wiederherstellungschirurgie, Gefäßchirurgie
- Klinik für  Anästhesiologie,  operative Intensivmedizin und Schmerztherapie
- Institut für Diagnostische und Interventionelle Radiologie und Nuklearmedizin
- Notfallzentrum
- Institut für Klinische Chemie
- Palliativstation
- Institut für Pathologie
- Onkologische Tagesklinik
- Schmerztagesklinik
- Krankenhausapotheke

## Zertifizierungen
Das Klinikum Neuperlach ist zertifiziert nach DIN EN ISO 9001:2008 (seit 12/2014, TÜV Süd) und KTQ (Kooperation für Transparenz und Qualität im Gesundheitswesen) sowie nach Ökoprofit.